# Cadusii
Cadusii (græsk: Καδούσιοι, Kadoúsioi)  var et gammelt iransk folk, der levede i det nordvestlige Iran.

## Geografi
Cadusianerne boede i Cadusia - et bjergrigt distrikt i Media Atropaths på den sydvestlige kyst af Det Kaspiske Hav, mellem breddegrader 39° og 37° nord. Distriktet var sandsynligvis afgrænset mod nord af floden Cyrus (nu Kura i Aserbajdsjan, historisk kendt som Arran og Albanien); i den sydlige del af floden Mardus (nuværende Sefid Rud), og svarer til de moderne iranske provinser Gilan og Ardabil.
De beskrives af Strabon som et krigerisk bjergfolk, der mest kæmpede til fods, og dygtige med korte spyd (pilum). Det er tænkeligt, at navnet Gelae (gilitter) – en stamme forbundet med cadusii, er det, der går igen i det moderne Gilan.
Cadusi (cadusii) er ikke nævnt i nogen kaukasiske kilder eller i kilder fra Mind East; de kendes kun fra græske og latinske kilder.